# 中国人民政治协商会议福建省委员会
26°05′39″N 119°18′12″E / 26.09408°N 119.30344°E
中国人民政治协商会议福建省委员会，简称福建省政协或政协福建省委员会，是中国人民政治协商会议在福建省的地方组织机构。

## 沿革
1955年12月，正式成立中国人民政治协商会议福建省第一届委员会，并举行第一次会议。1959年9月，举行第二届委员会第一次会议。1964年3月举行了第三届委员会第一次会议。文化大革命期，政协活动被迫停止。1977年9月，福建省政协恢复活动，并于同年12月举行第四届第一次会议。

## 历届领导

### 第一届
- 任期：1955年1月－1959年2月
- 主席 曾镜冰（－1956年4月） → 江一真（1956年4月－）
- 副主席：蓝荣玉、王亚南、林植夫、刘通、陈绍宽（1956年4月－）、林修德（1956年4月－）、李述中（1956年4月－）、刘栋业（1956年4月－）

### 第二届
- 任期：1959年2月－1964年9月
- 主席：叶飞
- 副主席：魏金水、林一心、陈绍宽、王亚南、刘通、林植夫、张兆汉、练惕生、陈希仲、尤扬祖（1962年12月－）

### 第三届
- 任期：1964年9月－1977年12月
- 主席：范式人
- 副主席：陈绍宽、林一心、黄亚光、刘通、林植夫、张兆汉、练惕生（1967年逝世）、陈希仲、尤扬祖

### 第四届
- 任期：1977年12月－1983年4月
- 主席：廖志高 → 伍洪祥（1979年12月－）
- 副主席：林一心、袁改、倪南山、贾久民、贺敏学、尤扬祖、陈希仲、卢嘉锡、郭瑞人、王世锐、卢浩然、熊兆仁（1979年12月－）、郑瑛（1979年12月－）、罗炳钦（1979年12月－）、魏金水（1979年12月－）、倪松茂（1979年12月－）、郑丹甫（1979年12月－）、左丰美（1979年12月－）

### 第五届
- 任期：1983年4月－1988年1月
- 主席：伍洪祥 → 袁改（1985年10月－）
- 副主席：陈希仲、张克辉、蒋学道、倪松茂、许显时（1986年逝世）、赵修复、卢浩然、左丰美、郑丹甫、卢叨、陈仰曾、许集美（1985年10月－）

### 第六届
- 任期：1988年1月－1993年1月
- 主席：陈光毅
- 副主席：陈希仲、张克辉、凌青、倪松茂、赵修复、卢浩然、陈仰曾、许集美、高胡、洪华生、林梦飞

### 第七届
- 任期：1993年1月－1998年1月
- 主席：游德馨
- 副主席：陈希仲（1995年逝世）、刘金美、倪松茂（1995年逝世）、赵修复、卢浩然、林梦飞（1994年逝世）、邹尔均、陈仰曾（1994年10月逝世）、陈家振（1994年4月－）、林逸（1994年4月－）、金能筹（1995年－）

### 第八届
- 任期：1998年1月－2003年1月
- 主席：游德馨
- 副主席：刘金美、王良漙、陈荣春、林逸、金能筹、陈增光、周厚稳、周畅、王耀华、李祖可、陈家骅

### 第九届
- 任期：2003年1月－2008年1月
- 主席：陈明义
- 副主席：潘心城、王良漙、金能筹、王耀华、李祖可、陈家骅、苍震华、叶家松、吴新涛、王钦敏

### 第十届
- 任期：2008年1月－2013年1月
- 主席：梁绮萍
- 副主席：张燮飞、陈芸、李祖可、叶家松、叶继革、张帆、郑兰荪、郭振家、邓力平

### 第十一届
- 任期：2013年1月－2018年1月
- 主席：张昌平
- 副主席：张燮飞、张帆、郑兰荪、郭振家、雷春美、杨根生、陈向先、陈绍军、薛卫民
- 秘书长：刘明

### 第十二届
- 任期：2018年1月－2023年1月
- 主席：崔玉英
- 副主席：王惠敏（－2020年1月）、魏克良（－2020年1月）、洪捷序、薛卫民、张兆民、杜源生、王光远、阮诗玮、刘献祥、许维泽（2020年1月－）、林钟乐（2020年1月－）
- 秘书长：陆开锦

### 第十三届
- 任期：2023年1月－
- 主席：滕佳材
- 副主席：张兆民、王光远、阮诗玮、刘献祥、严可仕、余军、张国旺（－2025年1月）、黄玲、黄如欣、黄文辉（2024年1月－）、黄海昆（2025年1月－）
- 秘书长：陆开锦（－2024年1月）、邱天华（2024年1月－）
- 副秘书长：马明、王宁、王惠忠、刘丹艳、许勇铁、李文哲、杨琳、张运明、陈飚、林斌、林长远、林全金、林修凤、林端宇、高扬增 黄树清、曾少鸿、谢光球、谢勤亮、冀萌新